# Small Business Administration
Die United States Small Business Administration (SBA) (deutsch: US-Behörde für kleine Unternehmen) ist eine US-amerikanische Bundesbehörde zur Unterstützung von kleinen und mittleren Unternehmen.

## Gründung und Aufgaben
Die SBA wurde 1953 durch den Small Business Act gegründet. Ihre Aufgabe ist es, die nationale Wirtschaft zu stärken, indem kleine und mittlere Unternehmen sowohl bei der Gründung als auch im laufenden Betrieb beraten, unterstützt und ihre Interessen geschützt werden. Außerdem ist es ihre Aufgabe, nach Katastrophen den Wirtschaftsaufschwung zu unterstützen. Dies geschieht durch Beratung, Gewährung von Krediten und Bürgschaften sowie durch Vermittlung von Aufträgen durch Bundesbehörden.
Die Behörde kooperiert mit einem Netzwerk von Small Business Development Centers (SBDC), die kleinen Unternehmen professionelle Beratung, Training und technische Unterstützung anbieten.
Die SBA veröffentlicht eine Tabelle mit Standards zur Größenbestimmung von Unternehmen entsprechend dem North American Industry Classification System (NAICS). Hier wird für jede Branche die Grenze von kleinen und mittleren Unternehmen zu Großunternehmen definiert.

## Darlehensprogramme

### Darlehensgarantieprogramm
Das 7(a)-Darlehensgarantieprogramm soll Unternehmern bei der Gründung oder Erweiterung ihrer kleinen Unternehmen helfen. Es ist das am häufigsten von der SBA angebotene Darlehensprogramm. Das Programm stellt kleinen Unternehmen über Kreditinstitute und Nichtbanken Kapital zur Verfügung. Im Jahr 1982 erteilte die SBVg im Rahmen ihrer Initiative zur Ausweitung des Small Business Lending Program (SBLC) 14 Lizenzen für Nichtbanken. Mit dem Small Business Jobs Act von 2010 wurde der Höchstbetrag dieser Darlehen auf unbestimmte Zeit von 2 auf 5 Mio. USD erhöht.

### Darlehensprogramm für Naturkatastrophen
Hauseigentümer und Mieter haben Anspruch auf langfristige, zinsgünstige Darlehen, um beschädigte Immobilien in den Zustand vor der Katastrophe zu versetzen.
Unternehmen können auch langfristige, zinsgünstige Darlehen erhalten, um sich von erklärten Katastrophen zu erholen. Disaster Relief Loans werden oft innerhalb von 21 Tagen genehmigt. Das ist eine bessere Bewilligungszeit als nach Hurrikan Katrina vor mehr als 15 Jahren, als die SBA Anträge im Durchschnitt in etwa 74 Tagen bearbeitete.

### Programm für Mikrokredite
Das Mikrodarlehensprogramm vergibt Direktdarlehen an qualifizierte gemeinnützige Darlehensgeber, die ihrerseits „Mikrodarlehen“ von bis zu 50.000 USD an kleine Unternehmen und gemeinnützige Kinderbetreuungseinrichtungen vergeben. Es bietet außerdem Marketing, Management und technische Unterstützung für Mikrokreditnehmer und potenzielle Kreditnehmer.

## Behördenleitung
Der Leiter der Behörde wird durch den Präsidenten ernannt und muss vom Senat bestätigt werden. In den Kabinetten Obama, Trump I und Biden sind die Leiter Kabinettsmitglieder.
| Beginn                | Ende               | Name                   | Präsident                  |
| --------------------- | ------------------ | ---------------------- | -------------------------- |
| 1. August 1953        | 30. Oktober 1953   | William D. Mitchell    | Dwight D. Eisenhower       |
| 9. Februar 1954       | 21. November 1959  | Wendell B. Barnes      | Dwight D. Eisenhower       |
| 23. November 1959     | 20. Januar 1961    | Philip McCallum        | Dwight D. Eisenhower       |
| 2. Februar 1961       | 7. August 1963     | John E. Horne          | John F. Kennedy            |
| 8. August 1963        | 10. September 1965 | Eugene P. Foley        | Lyndon B. Johnson          |
| 19. Mai 1966          | 31. Juli 1967      | Bernard L. Boutin      | Lyndon B. Johnson          |
| 1. August 1967        | 31. Juli 1968      | Robert C. Moot         | Lyndon B. Johnson          |
| 1. August 1968        | 22. Februar 1969   | Howard J. Samuels      | Lyndon B. Johnson          |
| 5. März 1969          | 1. Januar 1971     | Hilary J. Sandoval Jr. | Richard Nixon              |
| 18. Januar 1971       | 12. Oktober 1975   | Thomas S. Kleppe       | Richard Nixon, Gerald Ford |
| 12. Februar 1976      | 4. März 1977       | Mitchell P. Kobelinski | Gerald Ford                |
| 1. April 1977         | 20. Januar 1981    | A. Vernon Weaver       | Jimmy Carter               |
| 30. März 1981         | 3. Februar 1982    | Michael Cardenas       | Ronald Reagan              |
| 29. März 1982         | 31. März 1986      | James C. Sanders       | Ronald Reagan              |
| 23. März 1987         | 20. April 1989     | James Abdnor           | Ronald Reagan              |
| 20. April 1989        | 27. März 1991      | Susan Engeleiter       | George H. W. Bush          |
| 27. März 1991         | 20. Januar 1993    | Patricia Saiki         | George H. W. Bush          |
| 12. Mai 1993          | 6. Oktober 1994    | Erskine B. Bowles      | Bill Clinton               |
| 8. Oktober 1994       | 11. Februar 1997   | Philip Lader           | Bill Clinton               |
| 7. März 1997          | 20. Januar 2001    | Aida Alvarez           | Bill Clinton               |
| 25. Juli 2001         | 2. Juli 2006       | Hector V. Barreto Jr.  | George W. Bush             |
| 10. Juli 2006         | 5. Juni 2008       | Steven C. Preston      | George W. Bush             |
| 6. April 2009         | 1. September 2013  | Karen G. Mills         | Barack H. Obama            |
| 7. April 2014         | 20. Januar 2017    | Maria Contreras-Sweet  | Barack H. Obama            |
| 14. Februar 2017      | 12. April 2019     | Linda McMahon          | Donald J. Trump            |
| 15. Januar 2020       | 20. Januar 2021    | Jovita Carranza        | Donald J. Trump            |
| 17. März 2021         | 20. Januar 2025    | Isabel Casillas Guzman | Joe Biden                  |
| seit 20. Februar 2025 |                    | Kelly Loeffler         | Donald J. Trump            |